# Peter Van Wood
Peter Van Wood (Den Haag, 19 september 1927 – Rome, 10 maart 2010) was een Nederlands-Italiaans zanger, gitarist en astroloog.
Peter Van Wood werd geboren als Peter van Houten en groeide op in Den Haag. Reeds op 14-jarige leeftijd studeerde hij gitaar aan het Haagse conservatorium. Hij speelde in verschillende jazzbandjes. Na de beëindiging van de Tweede Wereldoorlog vertrok hij uit Nederland. Onder de artiestennaam Peter Van Wood trad hij op in Olympia in Parijs en de Carnegie Hall in New York. Bij een serie optredens in 1949 in het Italiaanse Napels trok hij de aandacht van bandleider Renato Carosone. Van Wood vestigde zich in Italië en trad toe tot het Trio Carosone.
In 1954 startte Van Wood een sololoopbaan. Als zanger-gitarist scoorde hij hits met nummers als Butta la chiave, Via Montenapoleone, Tre numeri al lotto, Carolina en Capriccio. Vanaf de jaren zestig legde hij zich toe op de astrologie. Horoscopen van zijn hand verschenen in tientallen Italiaanse kranten en tijdschriften. Van Wood verhuisde van Napels naar Milaan, waar hij een club opende. Tevens verscheen er geregeld nieuwe muziek van zijn hand. In 1974 kwam hij met het album Guitar Magic en in 1982 schreef hij de tune van het sportprogramma La Domenica Sportiva. Met Caviar and Champagne haalde hij in 1982 de Italiaanse hitlijsten. In 2007 claimde hij dat het nummer Clocks van Coldplay duidelijk door Caviar and Champagne was geïnspireerd en eiste hij een miljoen euro van de Britse band wegens plagiaat.
Van Wood woonde de laatste jaren van zijn leven in een villa net buiten Rome. Hij overleed in maart 2010 op 82-jarige leeftijd in het Gemelli-ziekenhuis in Rome.
- Biblioteca Nacional de España: XX997846
- Gemeinsame Normdatei: 104653789X
- International Standard Name Identifier: 0000 0000 5988 9669
- MusicBrainz: 0d66c8c6-0efa-4989-abda-24306cfe7260
- Virtual International Authority File: 88027366
- WorldCat: E39PBJwD4978dp9DDqFGpjJbh3